# Shū Kurata
Shū Kurata (jap. 倉田 秋 Kurata Shū; ur. 26 listopada 1988 w Takatsuki) – japoński piłkarz występujący na pozycji pomocnika, były reprezentant kraju. Obecnie zawodnik Gamba Osaka.

## Życiorys

### Kariera klubowa
1 stycznia 2007 został zawodnikiem japońskiego klubu Gamba Osaka, skąd wypożyczony był do JEF United Ichihara Chiba i Cerezo Osaka.

### Kariera reprezentacyjna
W reprezentacji Japonii zadebiutował w 5 sierpnia 2015 na stadionie Wuhan Sports Center Stadium (Wuhan, Chiny) podczas Pucharu Azji Wschodniej przeciwko reprezentacji Korei.

## Statystyki

### Reprezentacyjne
Stan na 29 grudnia 2019
| Reprezentacja Japonii | Reprezentacja Japonii | Reprezentacja Japonii |
| Rok                   | Mecze                 | Gole                  |
| --------------------- | --------------------- | --------------------- |
| 2015                  | 1                     | 0                     |
| 2016                  | 0                     | 0                     |
| 2017                  | 8                     | 2                     |
| Razem                 | 9                     | 2                     |

## Sukcesy

### Klubowe
Gamba Osaka
- Zwycięzca J. League Division 1: 2014
- Zdobywca drugiego miejsca J1 League: 2015
- Zwycięzca J.League Division 2: 2013
- Zwycięzca Pucharu Japonii: 2008, 2009, 2014, 2015
- Zdobywca drugiego miejsca Pucharu Japonii: 2012
- Zwycięzca Pucharu Ligi Japońskiej: 2007, 2014
- Zdobywca drugiego miejsca Pucharu Ligi Japońskiej: 2015, 2016
- Zwycięzca Superpucharu Japonii: 2015
- Zdobywca drugiego miejsca Superpucharu Japonii: 2016
- Zdobywca drugiego miejsca Copa Suruga Bank: 2015
- Zwycięzca Pan-Pacific Championship: 2008
- Zwycięzca Azjatyckiej Ligi Mistrzów: 2008

### Reprezentacyjne
Japonia
- Zdobywca drugiego miejsca Pucharu Azji Wschodniej: 2017